# Handlová
Handlová er en by i det nordvestlige Slovakiet. Byen ligger i regionen Trenčín. Den ligger 190 kilometer fra den slovakiske hovedstad  Bratislava. Byen har et areal på 85,55 km² og en befolkning på 16.199(2021) indbyggere.

## Eksterne links
- Officiel hjemmeside

- Wikimedia Commons har flere filer relateret til Handlová